# Платтен, Рейчел
Рэйчел Эшли Платтен (20 мая 1981 года, Нью-Йорк) — американская певица, автор песен и писатель. Обладатель Дневной премии «Эмми» за исполнение песни «Доброе утро, Америка». Её синглы, записанные с Columbia Records в 2015 и Американской ассоциацией звукозаписывающих компаний занимали лидирующие позиции в хит-парадах ста популярных американских песен.

## Карьера
Рейчел родилась в Нью-Йорке. Музыкой начала заниматься с пяти лет. Первым инструментом, который освоила девушка, стало фортепиано, а затем она начала учиться игре на гитаре. В средней школе была участницей музыкальной группы, а в студенчестве вошла в состав первой женской музыкальной группы колледжа.
В рамках программы обучения за границей она отправилась в Тринидад, чтобы пройти стажировку в офисе дипломата и в офисе звукозаписывающего лейбла.
В Тринидаде будущая певица была бэк-вокалисткой у одной музыкальной группы, которая выступала на международном финале Soca Monarch в 2002 году. По словам Платтен, с этого момента она поняла, что должна полноценно заниматься музыкой.
Её сольная карьера началась в Нью-Йоркском Гринвич-Виллидж.
Она работала с многочисленными благотворительными организациями: Musicians on Call (где она пела у постели больного) в течение 11 лет, Music Unites, Ryan Seacrest Foundation и Live Below the Line, призывая покончить с мировой бедностью.
Карьеру певицы можно разделить на несколько этапов, которые соответствуют пику популярности её альбомов.
- 2011-2014 «Будь здесь»

Её первый альбом «Будь здесь» был выпущен на лейбле Rock Ridge Music в апреле 2011. Сингл «1000 кораблей» занял 24-е место в американском чарте Billboard Adult Top 40, также играя на различных радиостанциях.
- 2015-2017 «Лесной пожар»

19 февраля 2015 года Платтен выпустил «Fight Song» из Wildfire («Лесной пожар»). Песня заняла шестое место в американском чарте Billboard Hot 100, второе — в австралийском чарте синглов, шестое — в Ирландии, восьмое — в Новой Зеландии, девятое — в канадском чарте Billboard Hot 100 и первое — в британском чарте синглов.
- 2017-2018 «Волны»

## Личная жизнь
31 июля 2010 года вышла замуж за Кевина Лазана. У супругов две дочери — Вайолет Скай Лазан (род. 26 января 2019) и Софи Джо Лазан (род. 9 сентября 2021).

## Дискография
- Верь в меня (2003)
- Будь Здесь (2011)
- Лесной пожар (2016)
- Волны (2017)

## Избранная фильмография
| Год  |   | Русское название | Оригинальное название | Роль              |
| ---- | - | ---------------- | --------------------- | ----------------- |
| 2016 | с | Жизнь Харли      | Stuck in the Middle   | в роли самой себя |